# Robert Young (atleta)
Robert Clark Young, detto Bob (Bakersfield, 15 gennaio 1916 – Bakersfield, 3 febbraio 2011), è stato un velocista statunitense.

## Palmarès

### Olimpiadi
- Argento a Berlino 1936 nella staffetta 4×400 metri.